# Viktor Ageyev
Viktor Ivanovitch Ageyev (en russe : Ви́ктор Ива́нович Аге́ев), né le 29 avril 1936 à Moscou (RSFS de Russie) et mort le 30 janvier 2023, est un joueur de water-polo international soviétique. 
Il remporte la médaille d'argent lors des Jeux olympiques d'été de 1960 à Rome ainsi que deux médailles de bronze en 1956 à Melbourne et en 1964 à Tokyo.

## Palmarès

### En sélection
- Union soviétique
  - Jeux olympiques :
    - Médaille d'argent : 1960.
    - Médaille de bronze : 1956 et 1964.